# پارک ملی راینهیمن
پارک ملی راینهیمن (به لاتین: Reinheimen National Park) یک پارک ملی در نروژ است که در راوما واقع شده‌است.

## جغرافیا
پارک در سال ۲۰۰۶ تأسیس شده‌است. این پارک شامل یک منطقه کوهستانی با وسعت ۱٬۹۶۹ کیلومتر مربع (۷۶۰ مایل مربع) است. ین پارک از کوه‌ها و دره‌های بی شماری ساخته شده‌است. بلندترین کوه پارک بیش از ۲۰۰۰ متر ارتفاع دارد.

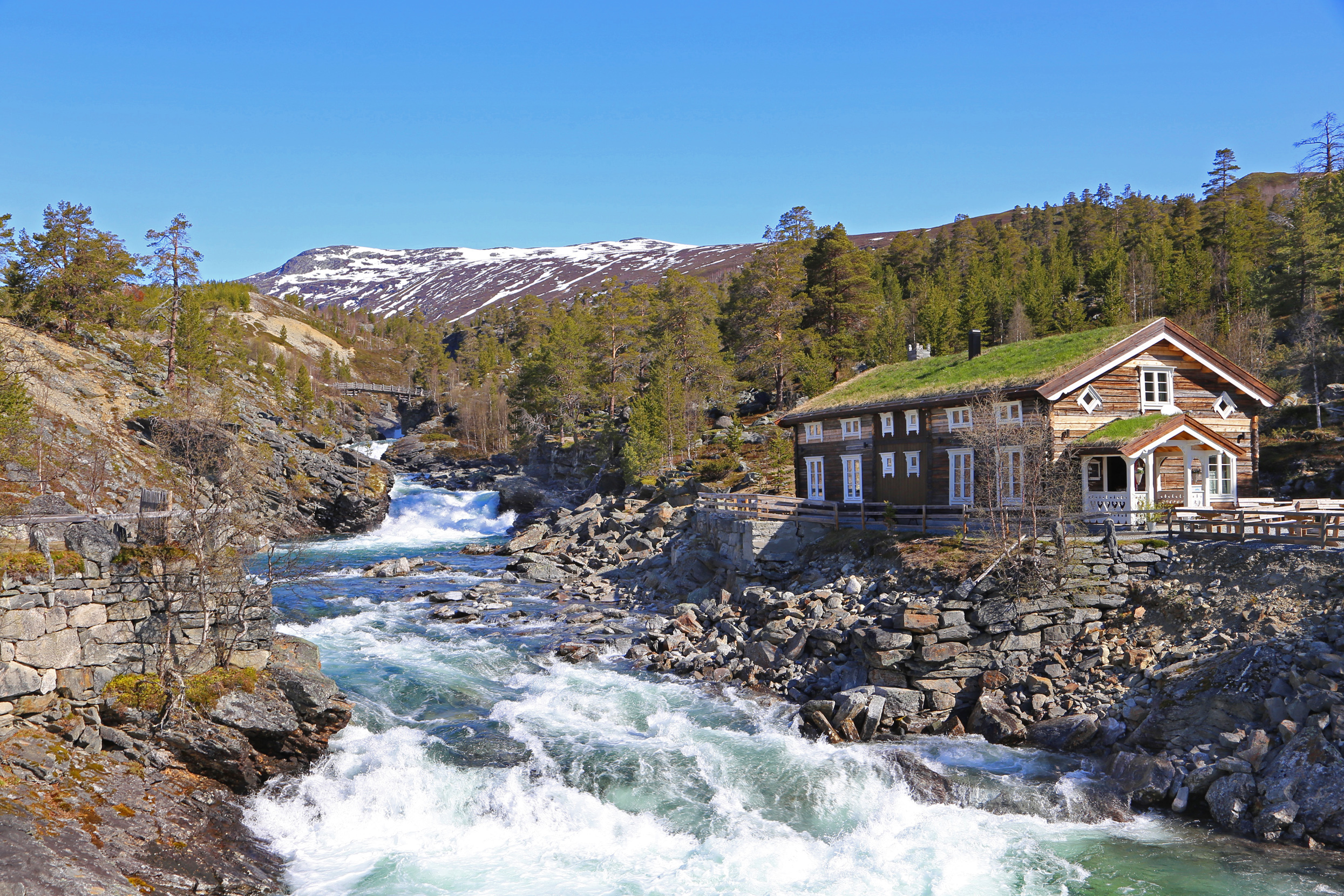
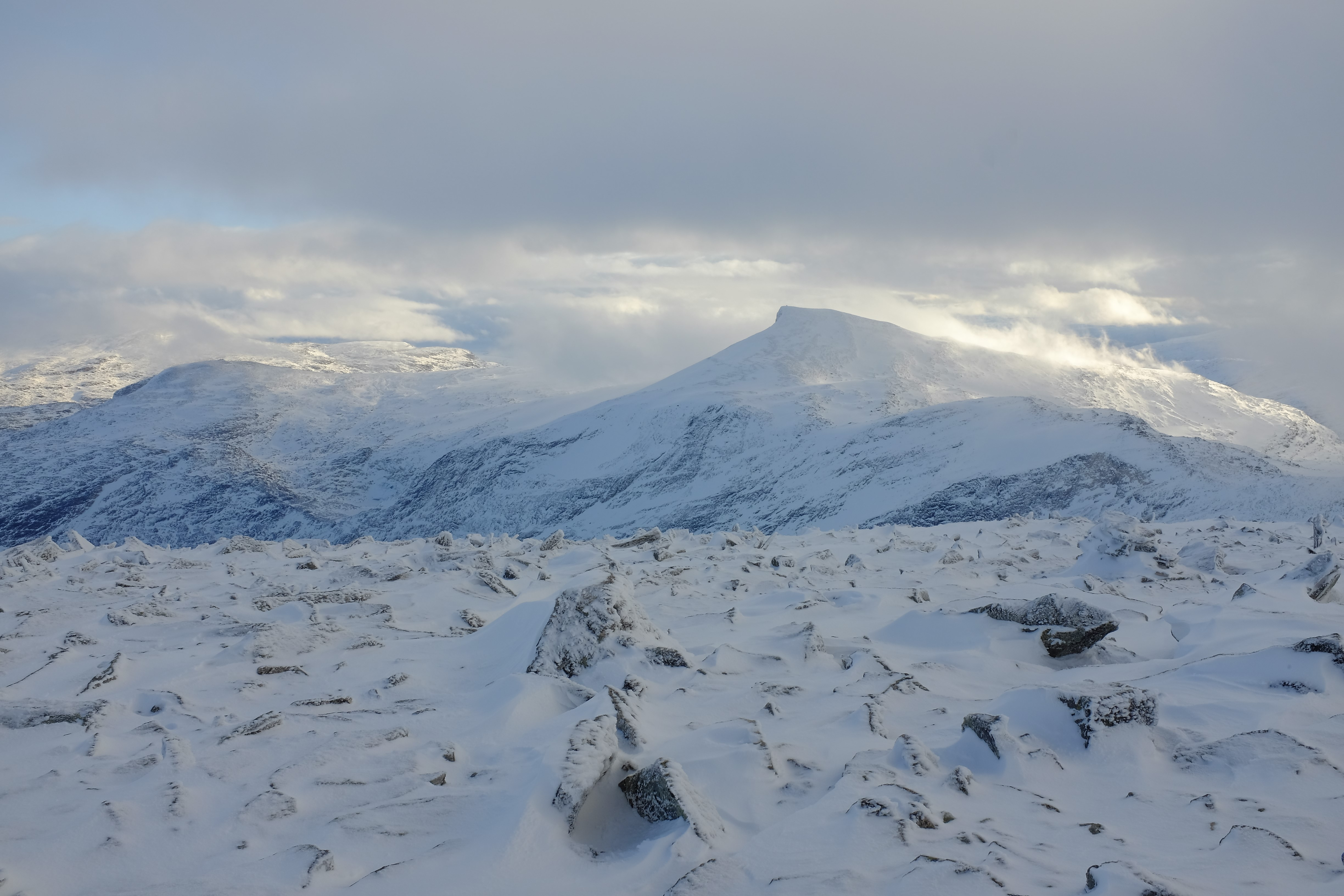
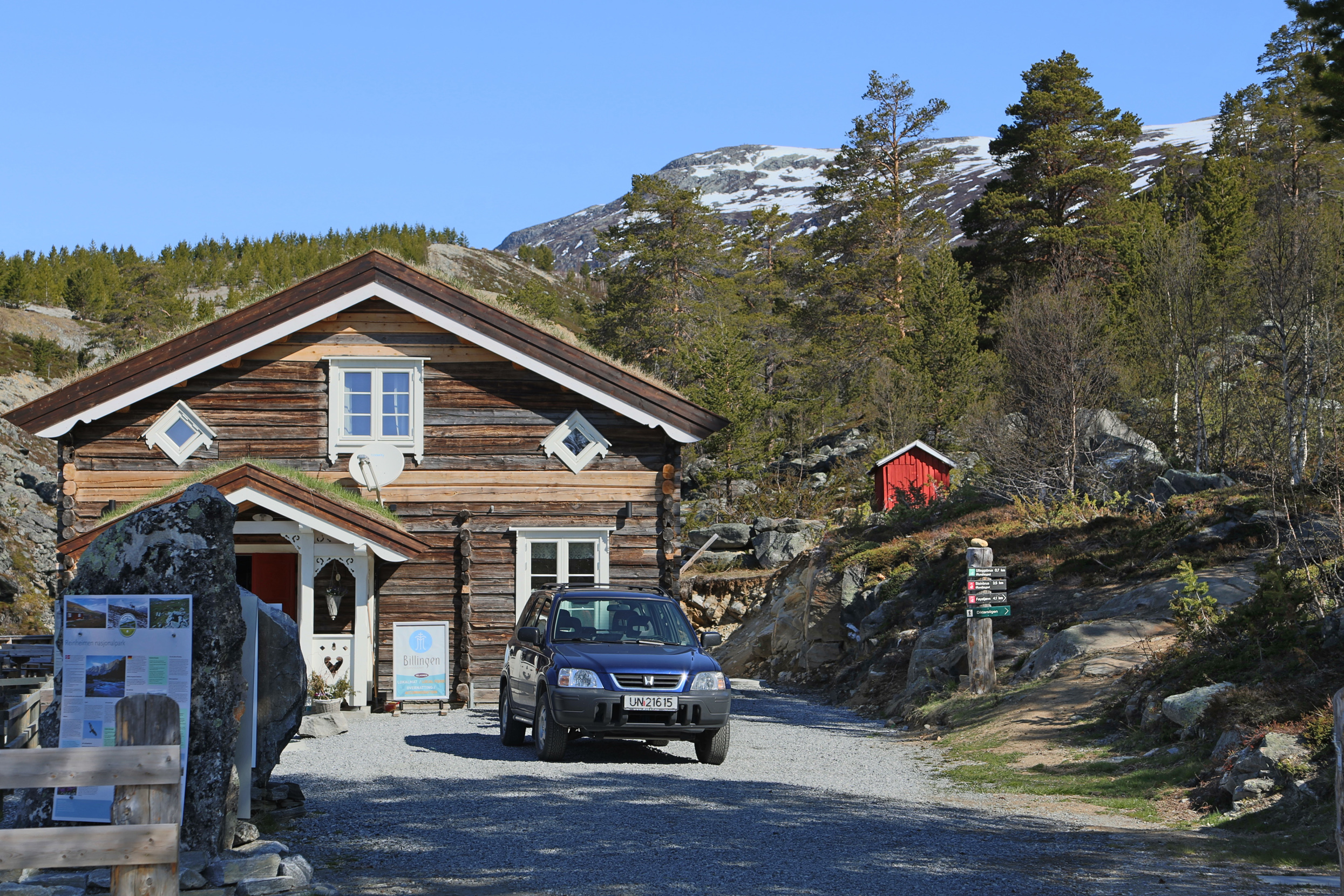